# Holbav
Holbav (in ungherese Holbák, in tedesco Holbach) è un comune della Romania di 1287 abitanti, ubicato nel distretto di Brașov, nella regione storica della Transilvania.
Holbav è un comune autonomo dal febbraio 2004, quando si è staccato dal comune di Vulcan.